# 列支敦斯登巴士

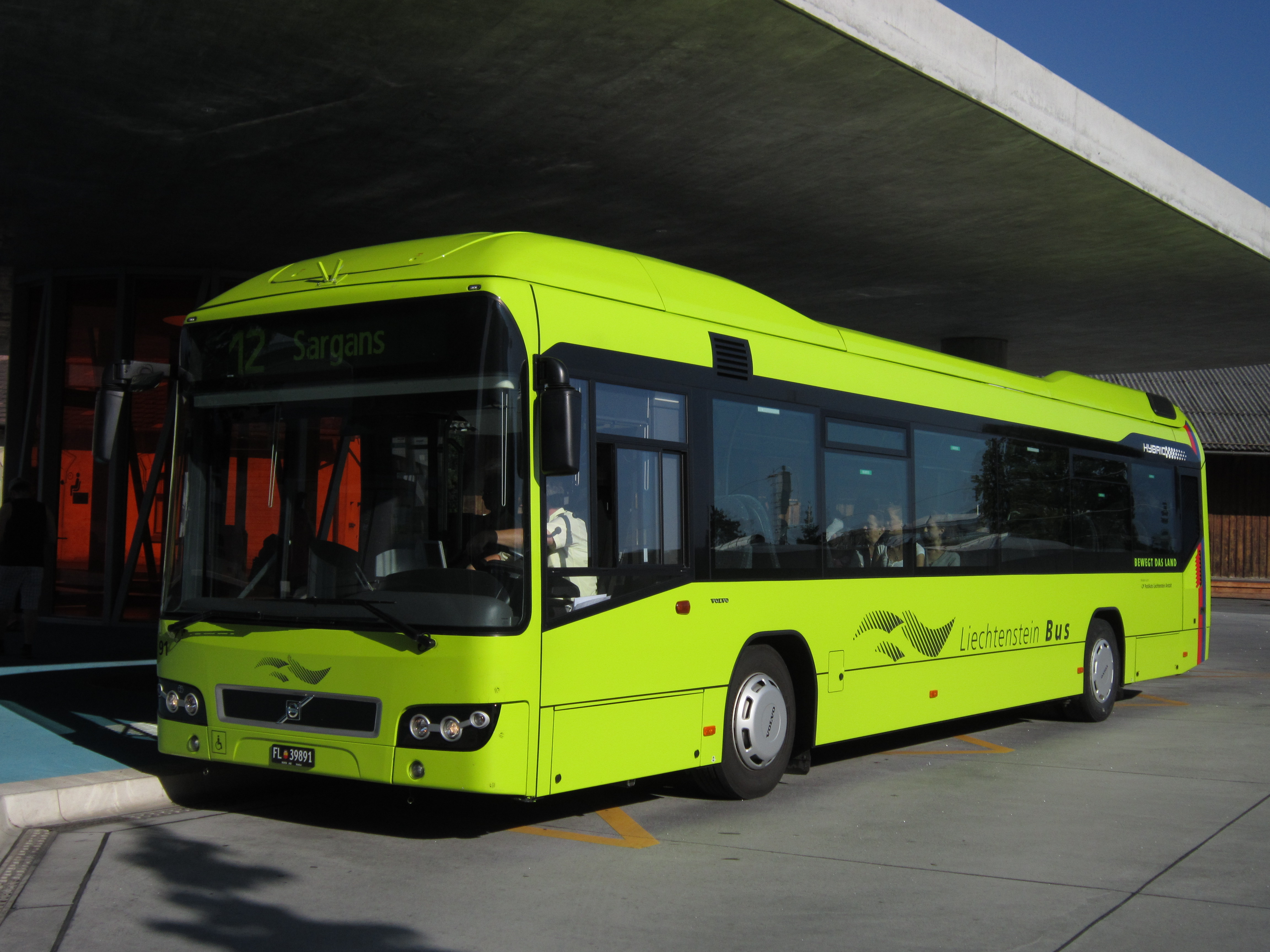
2013 年 7 月在沙恩-瓦都茲車站的Volvo 7700

列支敦斯登巴士 （LIEmobil）是一家位於列支敦斯登瓦都茲的公共汽車公司。該公司擁有13條公車路線以及19輛汽油動力公車和27輛柴油引擎動力公車。列支敦斯登巴士經營的許多公車路線途徑瑞士和奥地利。
沙恩-瓦都茲公車站是巴士換乘站，因此乘客可以在該站換乘不同的公車。
在沙恩-瓦都茲公車站的旅遊中心，乘客可以免費獲得有關列支敦斯登公共交通的資訊。
持有瑞士旅行通行證（Swiss Travel Pass）的旅客可以免费搭乘列支敦斯登的巴士。

## 資料來源
1. ↑  About Swiss Travel Pass - https://www.swiss-pass.ch/zh-hans/ （页面存档备份，存于）

## 外部連結
- 列支敦斯登巴士網站 （页面存档备份，存于）